# Championnat d'Italie de combiné nordique 2010
Le championnat d'Italie de combiné nordique 2010 s'est tenu le 18 juillet 2010 à Predazzo, au Trampolino dal Ben. La compétition s'est déroulée sur tremplin normal (K95).

## Résultats

### Seniors
| Rang | Athlète            |
| ---- | ------------------ |
| 1    | Alessandro Pittin  |
| 2    | Giuseppe Michielli |
| 3    | Mattia Runggaldier |
| 4    | Christian Bauer    |
| 5    | Samuel Costa       |
| 6    | Felix Peselj       |
| 7    | Roberto Tomio      |
| 8    | Manuel Maierhofer  |